# SS Folgore/Falciano
Die SS Folgore/Falciano (vollständig: Società Sportiva Folgore/Falciano) ist ein Fußballverein aus Serravalle in San Marino. Folgore/Falciano spielt momentan in der Ligengruppe B der san-marinesischen Fußballmeisterschaft.

## Geschichte
Die SS Folgore/Falciano wurde 1972 gegründet und hat die Vereinsfarben rot-gelb-schwarz.
In der Saison 1996/97 gewann Folgore/Falciano erstmals die san-marinesische Meisterschaft und konnte ein Jahr später diesen Titel verteidigen. Nach einer Vizemeisterschaft gelang in der Spielzeit 1999/2000 der dritte Meistertitel und Folgore/Falciano qualifizierte sich damit als erstes san-marinesisches Team überhaupt für einen UEFA-Wettbewerb, da der Mitgliedsverband im Jahr 2000 erstmals für eine Teilnahme zugelassen wurde. In der Qualifikation zum UEFA-Pokal 2000/01 musste sich Folgore/Falciano dann nach zwei deutlichen Niederlagen gegen den FC Basel mit insgesamt 1:12 Toren geschlagen geben. Folgore/Falciano gewann außerdem zweimal den san-marinesischen Supercup und einmal, 2015, die Coppa Titano, den san-marinesischen Pokalwettbewerb.

## Erfolge
- Campionato Sammarinese di Calcio: 5
1997, 1998, 2000, 2015, 2021
- Coppa Titano: 1
2015
- Trofeo Federale/Supercoppa di San Marino: 3
1997, 2000, 2015

## Europapokalbilanz
| Saison  | Wettbewerb                    | Runde                  | Gegner                 | Gesamt | Hin                 | Rück                |
| ------- | ----------------------------- | ---------------------- | ---------------------- | ------ | ------------------- | ------------------- |
| 2000/01 | UEFA-Pokal                    | Qualifikation          | FC Basel               | 01:12  | 1:5 (H)             | 0:7 (A)             |
| 2014/15 | UEFA Europa League            | 1. Qualifikationsrunde | FK Budućnost Podgorica | 1:5    | 1:2 (H)             | 0:3 (A)             |
| 2015/16 | UEFA Champions League         | 1. Qualifikationsrunde | FC Pjunik Jerewan      | 2:4    | 1:2 (A)             | 1:2 (H)             |
| 2016/17 | UEFA Europa League            | 1. Qualifikationsrunde | AEK Larnaka            | 1:6    | 0:3 (A)             | 1:3 (H)             |
| 2017/18 | UEFA Europa League            | 1. Qualifikationsrunde | FC Valletta            | 0:3    | 0:2 (A)             | 0:1 (H)             |
| 2018/19 | UEFA Europa League            | Vorqualifikation       | UE Engordany           | 2:3    | 1:2 (A)             | 1:1 (H)             |
| 2021/22 | UEFA Champions League         | Vorrunde, Halbfinale   | FC Prishtina           | 0:2    | 0:2 in Albanien (N) | 0:2 in Albanien (N) |
| 2021/22 | UEFA Europa Conference League | 2. Qualifikationsrunde | Hibernians Paola       | 3:7    | 1:3 (H)             | 2:4 (A)             |

Gesamtbilanz: 15 Spiele, 1 Unentschieden, 14 Niederlagen, 10:42 Tore (Tordifferenz −32)